# Baillie Walsh
Baillie Walsh er en britisk film- og videoinstruktør; han har bl.a lavet promo-video for Kylie Minogue, Massive Attack og New Order. Derudover, også film-dokumentaren, Lord Don't Slow Me Down (2007) for for det britiske band Oasis.